# Temporada 2025 de la European Talent Cup
La Temporada 2025 de la European Talent Cup será la novena de la competición que acoge a los futuros talentos del motociclismo, de entre 13 y 17 años.

## Calendario
El calendario provisional se publicó en noviembre de 2024.
| Ronda | Fecha            | Circuito    | Pole position    | Vuelta rápida      | Ganador           |
| ----- | ---------------- | ----------- | ---------------- | ------------------ | ----------------- |
| 1     | 4 de mayo        | Estoril     | Carlos Cano      | Álex Longarela     | Fernando Bujosa   |
| 1     | 4 de mayo        | Estoril     | Carlos Cano      | Fernando Bujosa    | Carlos Cano       |
| 2     | 1 de junio       | Jerez       | Carlos Cano      | Yaroslav Karpushin | Álvaro Lucas      |
| 2     | 1 de junio       | Jerez       | Carlos Cano      | Fernando Bujosa    | Álex Longarela    |
| 3     | 6 de julio       | Magny-Cours | Matteo Gabarrini | Fernando Bujosa    | Kiandra Ramadhipa |
| 3     | 6 de julio       | Magny-Cours | Matteo Gabarrini | Álex Longarela     | Fernando Bujosa   |
| 4     | 27 de julio      | Aragón      | Carlos Cano      | Fynn Kratochwil    | Fernando Bujosa   |
| 5     | 21 de septiembre | Misano      | Por definir      | Por definir        | Por definir       |
| 5     | 21 de septiembre | Misano      | Por definir      | Por definir        | Por definir       |
| 6     | 2 de noviembre   | Barcelona   | Por definir      | Por definir        | Por definir       |
| 7     | 23 de noviembre  | Valencia    | Por definir      | Por definir        | Por definir       |

## Equipos y pilotos
| Equipo                                | N.º | Piloto               | Rondas |
| ------------------------------------- | --- | -------------------- | ------ |
| UAX SeventyTwo Artbox                 | 1   | Carlos Cano          | 1-4    |
| UAX SeventyTwo Artbox                 | 20  | Fynn Kratochwil      | 1-4    |
| Team Echovit Pasini Racing            | 2   | Leonardo Martinazzi  | 1-4    |
| Team Echovit Pasini Racing            | 7   | Cristian Borrelli    | 1-4    |
| Team Echovit Pasini Racing            | 21  | Gionata Barbagallo   | 1-3    |
| Team Echovit Pasini Racing            | 81  | Matteo Gabarrini     | 1-4    |
| AC Racing Team                        | 4   | Gabriel Tesini       | 1-2    |
| AC Racing Team                        | 14  | Edu Gutiérrez        | 1-4    |
| AC Racing Team                        | 55  | Mikey Lou Sanchez    | 2-4    |
| AC Racing Team                        | 69  | Fernando Bujosa      | 1-4    |
| Kiefer Racing                         | 5   | Thias Wenzel         | 3      |
| Kiefer Racing                         | 6   | Anina Urlass         | 3      |
| Team Estrella Galicia 0'0             | 8   | Nikola Miroslavov    | 1-2    |
| Team Estrella Galicia 0'0             | 11  | Oliver Cantos        | 1-4    |
| Team Estrella Galicia 0'0             | 25  | Nolann Macary        | 3      |
| Team Estrella Galicia 0'0             | 27  | Mateo Marulanda      | 1-4    |
| GRYD - MLav Racing                    | 8   | Nikola Miroslavov    | 3-4    |
| GRYD - MLav Racing                    | 42  | Julius Frellsen      | 1-4    |
| GRYD - MLav Racing                    | 92  | Travis Borg          | 1-4    |
| JEG Take Off GP JEG Racing            | 9   | Antoine Nativi       | 1-4    |
| JEG Take Off GP JEG Racing            | 17  | Carla Mulot          | 1-4    |
| JEG Take Off GP JEG Racing            | 36  | Evan Boxberger       | 1-4    |
| JEG Take Off GP JEG Racing            | 72  | David da Costa       | 1-2    |
| JEG Take Off GP JEG Racing            | 78  | Henri Mignot         | 1-4    |
| Frando Racing VHC Team                | 10  | Afonso Almeida       | 1-4    |
| Frando Racing VHC Team                | 12  | Gonzalo Pérez        | 1-4    |
| Frando Racing VHC Team                | 70  | Yaroslav Karpushin   | 1-4    |
| Frando Racing VHC Team                | 94  | Eneko Osorio         | 1-4    |
| BRS Brechon Racing School             | 13  | Matthias Rostagni    | 1-4    |
| BRS Brechon Racing School             | 15  | Gabriel Pio          | 1-4    |
| Team Larresport                       | 16  | Joel Pons            | 1-2    |
| Team Larresport                       | 24  | Jhon A. López        | 4      |
| Team Larresport                       | 99  | Remy Sanjuan         | 1-4    |
| MIR Racing Finetwork Xti Team         | 18  | Mathias Tamburini    | 1-4    |
| MIR Racing Finetwork Xti Team         | 28  | Iker Rodríguez       | 4      |
| MIR Racing Finetwork Xti Team         | 31  | Edoardo Savino       | 1-4    |
| SMP Racing                            | 19  | Scott McPhee         | 1      |
| Angeluss Team                         | 22  | Alejandra Fernández  | 1-3    |
| Team Impala Honda                     | 23  | Ignacio Galán        | 1-4    |
| QRG Escudería                         | 26  | Alberto Enríquez     | 1-3    |
| Ilusion Racing                        | 29  | Randy Truchot        | 1-4    |
| Ilusion Racing                        | 41  | Yvonne Cerpa         | 1      |
| Ilusion Racing                        | 82  | Kyle Payne           | 1-4    |
| Ilusion Racing                        | 89  | Eric Ruz             | 1-4    |
| Honda Asia - Dream Racing Junior Team | 32  | Kiandra Ramadhipa    | 1-4    |
| Honda Asia - Dream Racing Junior Team | 51  | Alfonsi Daquigan     | 1-4    |
| MRE Talent                            | 33  | Leo Guimaraes        | 2, 4   |
| MRE Talent                            | 37  | Jurrien van Crugten  | 1-4    |
| MRE Talent                            | 62  | Gavin Sparks         | 1-3    |
| Snipers IgaxTeam                      | 45  | Álex Longarela       | 1-4    |
| Snipers IgaxTeam                      | 47  | David Gómez          | 1-2    |
| Snipers IgaxTeam                      | 48  | Andrés García        | 1, 3-4 |
| Snipers IgaxTeam                      | 74  | Kensei Matsudaira    | 2-4    |
| Aspar Junior Team                     | 46  | Álvaro Lucas         | 1-4    |
| Aspar Junior Team                     | 77  | Kerman Tínez         | 1-4    |
| ETG Racing                            | 49  | Izan Rodríguez       | 1-4    |
| ETG Racing                            | 64  | Carmelo Belluzo      | 1-4    |
| SF Racing                             | 52  | Victor Cubeles       | 1-4    |
| SF Racing                             | 80  | Pedro Matos          | 1-4    |
| SF Racing                             | 95  | Antonio Iorio        | 1-4    |
| AGR Team                              | 53  | Kiyano Veijer        | 1-4    |
| FACE Racing                           | 54  | José Cea             | 1-2    |
| FACE Racing                           | 59  | Samuel Castiblanques | 3-4    |
| Andifer American Racing               | 55  | Mikey Lou Sanchez    | 1      |
| Altogo Racing Team                    | 88  | Martin Galiuto       |        |

| Leyenda             |
| ------------------- |
| Piloto titular      |
| Piloto invitado     |
| Piloto de reemplazo |

### Campeonato de pilotos
Sistema de puntuación
Los puntos se reparten entre los quince primeros clasificados en acabar la carrera. Sistema de puntuación de 1993 hasta 2022:
| Posición | 1.º | 2.º | 3.º | 4.º | 5.º | 6.º | 7.º | 8.º | 9.º | 10.º | 11.º | 12.º | 13.º | 14.º | 15.º |
| Puntos   | 25  | 20  | 16  | 13  | 11  | 10  | 9   | 8   | 7   | 6    | 5    | 4    | 3    | 2    | 1    |

| Pos. | Piloto              | Equipo                                | EST | EST | JER | JER | MAG | MAG | ARA | MIS | MIS | BAR | VAL | Ptos. |
| ---- | ------------------- | ------------------------------------- | --- | --- | --- | --- | --- | --- | --- | --- | --- | --- | --- | ----- |
| 1    | Fernando Bujosa     | AC Racing Team                        | 1   | DSQ | 2   | Ret | 4   | 1   | 1   |     |     |     |     | 108   |
| 2    | Álex Longarela      | Snipers Igaxteam                      | 2   | 3   | 3   | 1   | Ret | 2   | 5   |     |     |     |     | 108   |
| 3    | Álvaro Lucas        | Aspar Junior Team                     | 4   | 4   | 1   | Ret | 2   | 3   | 4   |     |     |     |     | 100   |
| 4    | Carlos Cano         | UAX SeventyTwo Artbox                 | Ret | 1   | 6   | 2   | Ret | 6   | 2   |     |     |     |     | 85    |
| 5    | Kiandra Ramadhipa   | Honda Asia - Dream Racing Junior Team | 3   | Ret | 7   | 6   | 1   | 4   | 6   |     |     |     |     | 83    |
| 6    | Yaroslav Karpushin  | Frando Racing VHC Team                | 12  | 6   | 21  | 3   | Ret | 12  | 3   |     |     |     |     | 50    |
| 7    | Edu Gutiérrez       | AC Racing Team                        | 6   | 12  | 4   | Ret | 6   | 11  | 12  |     |     |     |     | 46    |
| 8    | Fynn Kratochwil     | UAX SeventyTwo Artbox                 | 8   | 5   | WD  | WD  | 7   | 20  | 8   |     |     |     |     | 36    |
| 9    | Travis Borg         | GRYD - MLav Racing                    | 5   | Ret | 8   | Ret | 10  | 7   | DSQ |     |     |     |     | 34    |
| 10   | Mateo Marulanda     | Team Estrella Galicia 0'0             | 22  | 7   | 11  | 11  | 9   | Ret | 10  |     |     |     |     | 32    |
| 11   | Antoine Nativi      | JEG Take Off GP                       | Ret | 18  | 10  | 5   | 15  | 8   | 11  |     |     |     |     | 31    |
| 12   | Matteo Gabarrini    | Team Echovit Pasini Racing            | 17  | 8   | Ret | 14  | 5   | 10  | 13  |     |     |     |     | 30    |
| 13   | Izan Rodríguez      | ETG Racing                            | 7   | 10  | Ret | 8   | 11  | DSQ | 16  |     |     |     |     | 28    |
| 14   | Cristian Borrelli   | Team Echovit Pasini Racing            | 10  | Ret | 19  | 15  | 3   | 14  | 26  |     |     |     |     | 25    |
| 15   | Gonzalo Pérez       | Frando Racing VHC Team                | 14  | 2   | Ret | Ret | 16  | 24  | 14  |     |     |     |     | 24    |
| 16   | Kerman Tínez        | Aspar Junior Team                     | 11  | 9   | 14  | Ret | Ret | 9   | 21  |     |     |     |     | 21    |
| 17   | Gabriel Tesini      | AC Racing Team                        | DNQ | DNQ | 9   | 4   |     |     |     |     |     |     |     | 20    |
| 18   | Ignacio Galán       | Team Impala Honda                     |     |     | 5   | Ret | 8   | 21  | 18  |     |     |     |     | 19    |
| 19   | Mikey Lou Sanchez   | Andifer American Racing               | Ret | Ret |     |     |     |     |     |     |     |     |     | 18    |
| 19   | AC Racing Team      |                                       |     | DSQ | 9   | 12  | Ret | 9   |     |     |     |     |     | 18    |
| 20   | Eneko Osorio        | Frando Racing VHC Team                | DNQ | DNQ | 12  | 20  | 13  | 22  | 7   |     |     |     |     | 16    |
| 21   | Mathias Rostagni    | BRS - Brechon Racing School           | Ret | Ret | 18  | 18  | 14  | 5   | WD  |     |     |     |     | 13    |
| 22   | David da Costa      | JEG Take Off GP                       | DNQ | DNQ | 15  | 7   | DNQ | DNQ |     |     |     |     |     | 10    |
| 23   | Ethan Sparks        | MRE Talent                            | DNQ | DNQ | 13  | 10  | Ret | 16  |     |     |     |     |     | 9     |
| 24   | Mathias Tamburini   | MIR Racing Finetwork Xti Racing       | 9   | 16  | 16  | Ret | 20  | 17  | 22  |     |     |     |     | 7     |
| 25   | Evan Boxberger      | JEG Take Off GP                       | 15  | 19  | Ret | 12  | 17  | 15  | 17  |     |     |     |     | 6     |
| 26   | Alfonsi Daquigan    | Honda Asia - Dream Racing Junior Team | 20  | 11  | DNQ | DNQ | 18  | 18  | DNQ |     |     |     |     | 5     |
| 27   | Remy Sanjuan        | Team Larresport                       | Ret | 14  | DNQ | DNQ | 19  | 14  | 25  |     |     |     |     | 4     |
| 28   | Afonso Almeida      | Frando Racing VHC Team                | 18  | Ret | 17  | 13  | Ret | 19  | 19  |     |     |     |     | 3     |
| 29   | Nikola Miroslavov   | Team Estrella Galicia 0'0             | 19  | 13  | Ret | 21  |     |     |     |     |     |     |     | 3     |
| 29   | GRYD - MLav Racing  |                                       |     |     |     | DNQ | DNQ | DNS |     |     |     |     |     | 3     |
| 30   | Jurrien van Crugten | MRE Talent                            | 13  | Ret | DNQ | DNQ | DNQ | DNQ | DNQ |     |     |     |     | 3     |
| 31   | Alberto Enríquez    | QRG Escudería                         | 21  | 15  | DNQ | DNQ | Ret | DSQ |     |     |     |     |     | 1     |
| 32   | Edoardo Savino      | MIR Racing Finetwork Xti Team         | DNQ | DNQ | DNQ | DNQ | Ret | 23  | 15  |     |     |     |     | 1     |
| Pos. | Piloto              | Equipo                                | EST | EST | JER | JER | MAG | MAG | ARA | MIS | MIS | BAR | VAL | Ptos. |

| Color     | Resultado                                                               |
| --------- | ----------------------------------------------------------------------- |
| Oro       | Ganador                                                                 |
| Plata     | 2.ª plaza                                                               |
| Bronce    | 3.ª plaza                                                               |
| Verde     | Finalizó en los puntos                                                  |
| Azul      | Finalizó sin puntos                                                     |
| Azul      | NC - No clasificado                                                     |
| Violeta   | Ret - No terminó (Carrera)                                              |
| Rojo      | DNQ - No se clasificó                                                   |
| Negro     | DSQ - Descalificado                                                     |
| Blanco    | DNS - No empezó (carrera)                                               |
| Blanco    | WD - Retirado (fin de semana)                                           |
| Blanco    | C - Carrera cancelada                                                   |
| Sin color | DNP - Inscrito pero no participó                                        |
| Sin color | INJ - Lesionado                                                         |
| Sin color | EX - Excluido                                                           |
| Estado    | Resultado                                                               |
| Negrita   | Pole position                                                           |
| Cursiva   | Vuelta rápida                                                           |
| †         | Abandona, pero clasifica al completar el porcentaje requerido para ello |